# 浪費
| ウィキペディアには「浪費」という見出しの百科事典記事はありません（タイトルに「浪費」を含むページの一覧/「浪費」で始まるページの一覧）。 代わりにウィクショナリーのページ「浪費」が役に立つかもしれません。 |